# Penthouse (apartament)

Penthouse w zamożnej dzielnicy São Paulo

Penthouse – luksusowy apartament usytuowany na ostatnim piętrze budynku mieszkalnego (apartamentowca), popularny szczególnie wśród osób zamożnych. Najczęściej największy ze wszystkich apartamentów w danym budynku, często dwupoziomowy, z dużym tarasem widokowym. Penthouse jest przystosowany do bardzo wystawnego i luksusowego zamieszkiwania, zwykle przez jedną osobę.
W Stanach Zjednoczonych mianem penthousu określa się również luksusowe loże na stadionach piłkarskich i arenach, gdzie rozgrywane są ważne mecze lig NBA, NHL czy NFL, oraz na torach wyścigów konnych i statkach pasażerskich.